# Braunhof (Waldstetten)
Braunhof ist ein Wohnplatz der Gemeinde Waldstetten im Ostalbkreis in Baden-Württemberg.

## Beschreibung
Der Ort mit zwei Hausnummern liegt etwa zwei Kilometer südwestlich des Ortskerns von Waldstetten.
Etwa 400 Meter westlich des Hofes liegt der Rechbach-Oberlauf Heckersbach und im Osten der in ihn mündende Laugenbach.
Naturräumlich liegt der Ort im Rehgebirge, welches zum Vorland der östlichen Schwäbischen Alb zählt.

## Geschichte
Der Hof gehörte zur Herrschaft Waldstetten.